# Višegrajski grad
Višegrajski grad se dviga nad mestom Visegrád v okljuku Donave. Višegrajsko hribovje se razteza od 328 metrov visokega skalnega vrha pa vse do bregov Donave. V srednjem veku je imel pomembno reprezentativno vlogo, saj je bila tu ena najbogatejših palač madžarskih kraljev, nezanemarljiv pa ni bil niti njegov politični in vojaški pomen. Slednji je ohranil svojo vlogo do konca 17. stoletja. Sestavljen je iz dveh delov: spodnjega in zgornjega gradu, znanega tudi kot citadela. Nekateri deli spodnjega gradu so neposredno ob glavni cesti 11, citadela je dosegljiva po cesti Panoráma (stranska cesta št. 11 116) ali peš, po turističnih cestah.

## Zgodovina
Skozi zgodovino so tu živeča ljudstva zgradila več utrdb, da bi nadzorovala cesto skozi sotesko Donave. V strahu pred drugo nevarnostjo je Béla IV. Ogrski zgradil šesterokoten stanovanjski stolp z debelimi stenami, ki ga je ljudsko izročilo pozneje poimenovalo Salomonov stolp.
Medtem ko je monarh gradil na bregovih Donave, je njegova žena, kraljica Mária, utrdila visok skalni vrh z denarjem, ki ga je prejela od cene svojega prodanega nakita. Oba dela gradu je zaključilo obzidje, ki poteka vzdolž strmega pobočja, katerega konec je tekel vse do gradu Vízi na Donavi. V času državljanske vojne na začetku 14. stoletja so jo zavzele oborožene sile Matija Čak Trenčinskega in kralj Karel I. Ogrski, ki je državo združil, jim jo je z obleganjem vzel nazaj.
V naslednjem obdobju je vladar zgradil palačo ob reki Donavi, ki je zagotavljala udobnejša bivališča, tako da je bila v mračnem kamnitem gradu nameščena le garnizija. V času vladavine Sigismunda Luksemburškega je bila v peterokotnem starem stolpu na Gornjem gradu shranjena krona, leta 1440 pa jo je kurtizani Iloni Kottaner uspelo ukrasti po naročilu vdove kraljice Elizabete.
Kmalu po zavzetju Budima v 16. stoletju so turške vojske obšle tudi Višegrad, njegovo prvo obleganje se je zgodilo leta 1544, ko je bil močno poškodovan Salomonov stolp. V naslednjem stoletju in pol je vse bolj propadajoči kompleks večkrat zamenjal lastnika. Dokončno uničenje je doživel v obleganju proti Turkom leta 1685, vendar so se sovražne čete kmalu umaknile iz njega, da bi zaščitile veliko pomembnejši vojaški pomen Budimskega gradu.
V naslednjih stoletjih so zaradi naravnih sil in raznašanja kamenja hitro propadale tudi preostale ruševine. Preostale ruševine nekdanje kraljeve palače so porušili v 18. stoletju, kasneje pa so na njeno lokacijo pozabili. Čeprav so bila izkopavanja opravljena že prej, se je šele v 1960-ih začela sodobna spomeniškovarstvena obnova višegrajskega gradu, ki je bil pomembno prizorišče madžarske zgodovine in katerega delo bo še naprej naloga mnogih prihodnjih generacij.
Z letom 2017 se grad obnavlja v okviru Nacionalnega grajskega programa.

## Razstave
V citadeli si lahko ogleda več razstav, za katere, tako kot za celoten grad, skrbi podjetje Pilisi Parkerdő Zrt. Ogleda si lahko razstavo o zgodovini gradu, grajsko utrdbo, rekonstruirano po maketi, kopijo svete krone in zgodovino njenega ohranjanja, panoptikum ter lovsko-ribiško-rejsko razstavo.